# George Tyler Wood

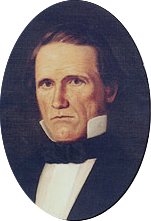
George Tyler Wood

George Tyler Wood, född 12 mars 1795 i Cuthbert, Georgia, död 3 september 1858 i Texas, var en amerikansk demokratisk politiker och militär. Han var guvernör i delstaten Texas 1847–1849.
Wood var verksam inom handeln i Georgia och gifte sig 1837 med en änka, Martha Evans Gindrat. Familjen flyttade 1839 till Republiken Texas där Wood var verksam som plantageägare.
Wood tjänstgjorde som överste i mexikansk-amerikanska kriget och deltog i slaget vid Monterrey. Han efterträdde 1847 James Pinckney Henderson som guvernör och efterträddes 1849 av Peter Hansborough Bell.
Wood County och Woodville i Texas har blivit namngivna efter George Tyler Wood.